# Martina Gedecková
Martina Gedecková, nepřechýleně Martina Gedeck (* 14. září 1961 Mnichov) je německá herečka, držitelka dvou nejvyšších německých hereckých ocenění, Deutscher Filmpreis. Mezinárodně známou se stala rolemi ve filmech Recept na lásku (2001), Životy těch druhých (2006) a Baader Meinhof Komplex.

## Filmografie
(výběr)
- 1995 : Rozhovory ve městě (Stadtgespräch), režie Rainer Kaufmann
- 1997 : Život – stavba povolena (Das Leben ist eine Baustelle), režie Wolfgang Becker
- 2001 : Recept na lásku (Bella Martha), režie Sandra Nettelbecková
- 2005 : Elementární částice (Elementarteilchen), režie Oskar Roehler
- 2006 : Životy těch druhých (Das Leben der Anderen), režie Florian Henckel von Donnersmarck
- 2006 : Kauza CIA (The Good Shepherd), režie Robert De Niro
- 2008 : Baader Meinhof Komplex (Der Baader Meinhof Komplex), režie Uli Edel
- 2008 : Císařovna Sissi (Sissi), režie Xaver Schwarzenberger
- 2009 : Místo činu (seriál), (Tatort – Wie einst Lilly), režie Achim von Borries
- 2013 : Noční vlak do Lisabonu, (Night Train to Lisbon), režie Bille August